# Natália Kelly
Natália Kelly (Hartford, Verenigde Staten; 18 december 1994) is een Oostenrijks zangeres.

## Biografie
Kelly werd in 1994 geboren uit een Amerikaanse vader en een Braziliaanse moeder. In 2000 verhuisde ze met haar gezin naar het Oostenrijkse Bad Vöslau. In 2004 zette ze haar eerste stappen in de muzikale wereld, door met een kinderkoor op te treden in de musical In 80 Tagen um die Welt. In datzelfde jaar werd ze ook tweede in Kiddy Contest, een zangwedstrijd voor kinderen op de Oostenrijkse openbare omroep. Van 2005 tot en met 2007 maakte ze deel uit van Gimme 5, een kindergroepje dat onder contract lag bij Universal Music Group.
In 2011 hernam Kelly haar muzikale carrière door deel te nemen aan de Oostenrijkse talentenjacht The Voice (Oostenrijk) (niet te verwarren met The Voice). Winnen deed ze niet, maar ze kreeg wel een platencontract aangeboden. In 2013 mocht ze deelnemen aan Österreich rockt den Song Contest 2013. Met het nummer Shine wist ze de nationale preselectie voor het Eurovisiesongfestival te winnen, waardoor ze in mei Oostenrijk mocht vertegenwoordigen op het Eurovisiesongfestival 2013 in het Zweedse Malmö. Het lied raakte daar niet door de halve finale.
1957: Bob Martin · 
1958: Liane Augustin · 
1959: Ferry Graf · 
1960: Harry Winter · 
1961: Jimmy Makulis · 
1962: Eleonore Schwarz · 
1963: Carmela Corren · 
1964: Udo Jürgens · 
1965: Udo Jürgens · 
1966: Udo Jürgens · 
1967: Peter Horton · 
1968: Karel Gott · 
1971: Marianne Mendt · 
1972: Milestones · 
1976: Waterloo & Robinson · 
1977: Schmetterlinge · 
1978: Springtime · 
1979: Christina Simon · 
1980: Blue Danube · 
1981: Marty Brem · 
1982: Mess · 
1983: Westend · 
1984: Anita · 
1985: Gary Lux · 
1986: Timna Brauer · 
1987: Gary Lux · 
1988: Wilfried · 
1989: Thomas Forstner · 
1990: Simone · 
1991: Thomas Forstner · 
1992: Tony Wegas · 
1993: Tony Wegas · 
1994: Petra Frey · 
1995: Stella Jones · 
1996: George Nussbaumer · 
1997: Bettina Soriat · 
1999: Bobbie Singer · 
2000: The Rounder Girls · 
2002: Manuel Ortega · 
2003: Alf Poier · 
2004: Tie Break · 
2005: Global Kryner · 
2007: Eric Papilaya · 
2011: Nadine Beiler · 
2012: Trackshittaz · 
2013: Natália Kelly · 
2014: Conchita Wurst · 
2015: The Makemakes · 
2016: Zoë · 
2017: Nathan Trent · 
2018: Cesár Sampson · 
2019: PÆNDA · 
2021: Vincent Bueno · 
2022: LUM!X feat. Pia Maria · 
2023: Teya & Salena · 
2024: Kaleen · 
2025: JJ